# Gastines
Gastines is een gemeente in het Franse departement Mayenne (regio Pays de la Loire) en telt 162 inwoners (1999). De plaats maakt deel uit van het arrondissement Château-Gontier.

## Geografie
De oppervlakte van Gastines bedraagt 8,7 km², de bevolkingsdichtheid is 18,6 inwoners per km².

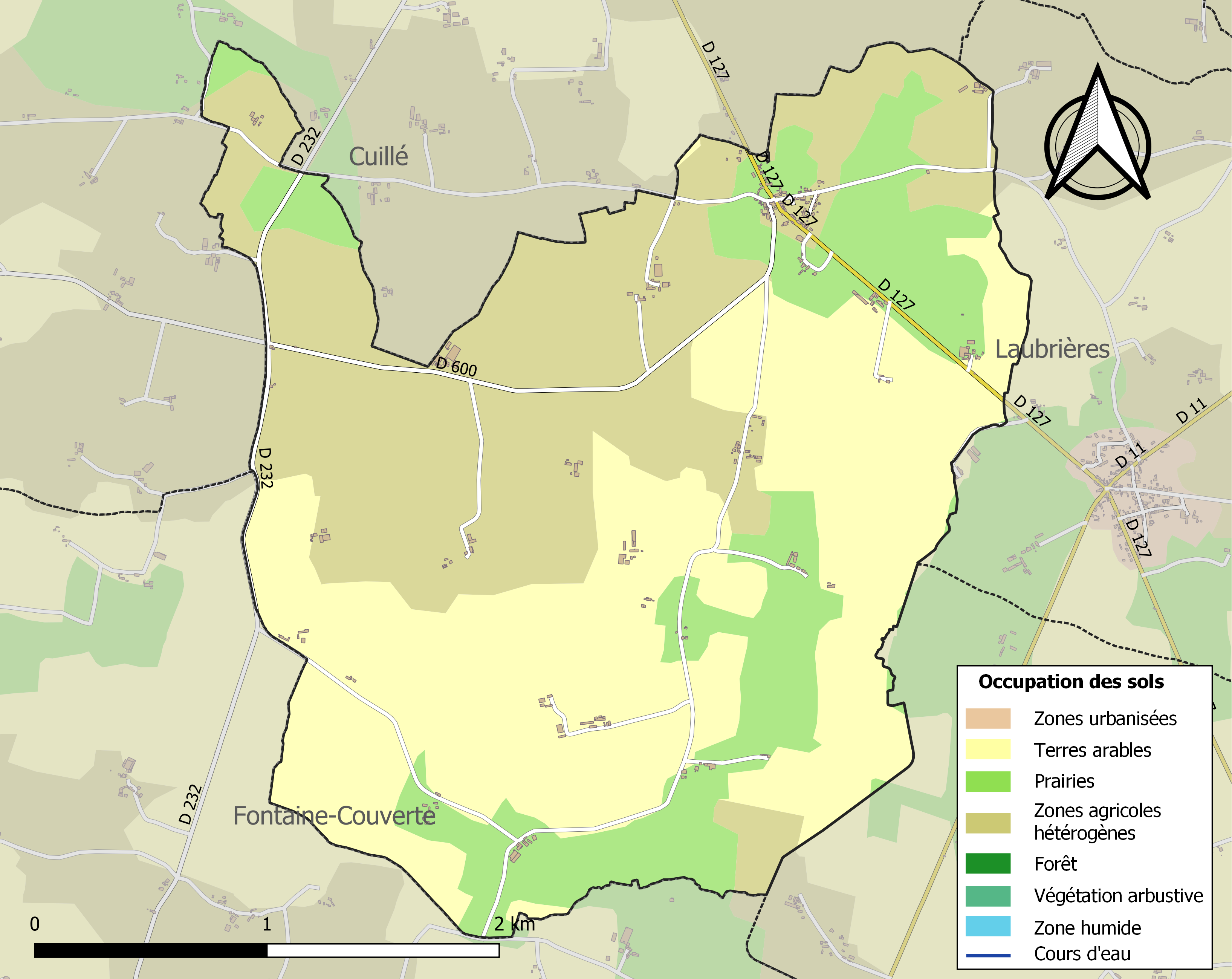
Kaart van de gemeente met de belangrijkste infrastructuur, bodemgebruik en omliggende gemeenten

## Demografie
Onderstaande figuur toont het verloop van het inwonertal (bron: INSEE-tellingen).

1. ↑  Populations de référence 2022.